# 1967 en basket-ball
Chronologie du basket-ball
1966 en basket-ball - 1967 en basket-ball - 1968 en basket-ball
Les faits marquants de l'année 1967 en basket-ball

## Récapitulatifs des principaux vainqueurs de compétitions 1966-1967

### Masculins
| Europe - Allemagne : MTV 1846 Gießen - Espagne : Joventut Badalona - Coupe d’Europe des clubs champions : Real Madrid - France : Alsace de Bagnolet - Grèce : Panathinaïkós AO - Israël : Maccabi Tel-Aviv - Italie : Olimpia Milan | Amériques - NBA : Philadelphia 76ers - NCAA : | Afrique, Asie, Océanie |

### Féminines
| Europe | Amériques | Afrique, Asie, Océanie |

## Naissance
- 9 septembre : B. J. Armstrong, joueur américain, 3 fois champion NBA.

## Décès